# NGC 6074-1
NGC 6074-1 (другие обозначения — MCG 2-41-15, ZWG 79.75, PGC 57419) — галактика в созвездии Геркулес.
Этот объект входит в число перечисленных в оригинальной редакции «Нового общего каталога».